# Donna Ball
Donna Ball (* 1951 in Georgia) ist eine US-amerikanische Romanschriftstellerin, Schreibcoach und Hundeinstruktorin. Donna Balls Romane wurden neben ihrem richtigen Namen auch unter verschiedenen Pseudonymen veröffentlicht: Donna Boyd, Rebecca Flanders, Donna Carlisle, sowie Gemeinschaftsromane mit Shannon Harper unter den Namen Leigh Bristol und Taylor Brady.
Seit ihrem ersten Roman, der 1982 erschien, hat sie über 80 weitere Romane veröffentlicht. Bekannt wurde sie mit ihren Werwolf-Romanen, ihren Thrillern und der Raine-Stockton-Dog-Mystery-Reihe. Außerdem bietet Ball Workshops und Coachings über literarisches Schreiben an und hat als Hundeausbilderin mit Mitgliedschaft in verschiedenen Vereinigungen auch ein Buch über das Tanzen mit Hunden geschrieben.